# Hawa Abdallah Mohammed Salih

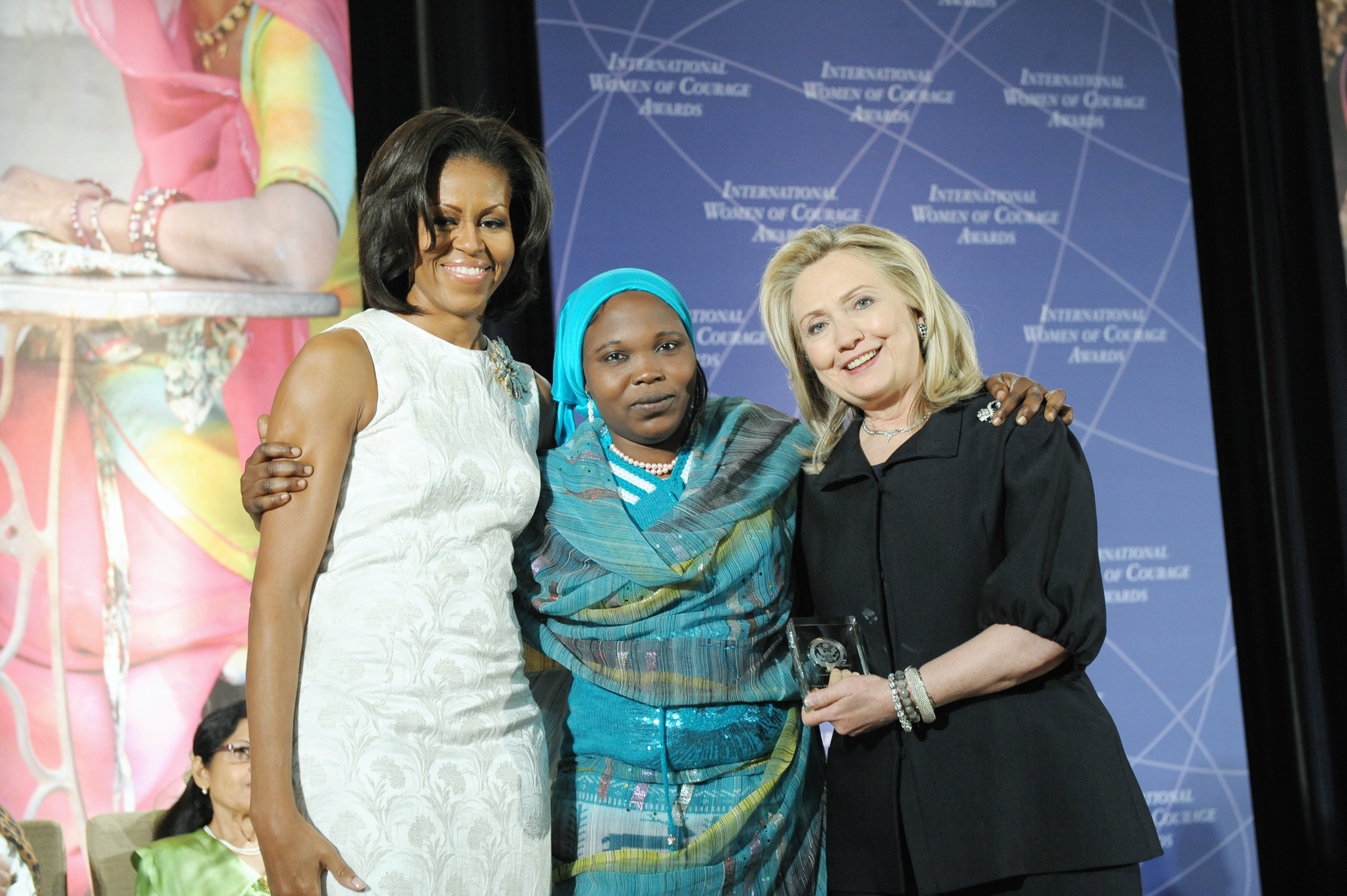
Michelle Obama, Hawa Abdallah Mohammed Salih und Hillary Clinton (2012)

Hawa Abdallah Mohammed Salih (arabisch حواء عبد الله محمد صالح; * um 1984 im Bundesstaat Schamal Darfur (Norddarfur), Sudan) ist eine sudanesische Menschenrechtsaktivistin.

## Leben
Sie wurde im Bundesstaat Schamal Darfur (Norddarfur) als älteste von acht Geschwistern geboren und absolvierte die High School, musste aber kurz nach ihren Abschlussexamen 2003 wegen des Darfur-Konflikts aus ihrem Heimatdorf fliehen. Sie verbrachte einen Großteil ihres jungen Erwachsenenlebens im Flüchtlingslager Abu Shouk in Al-Faschir. Sie entwickelte sich zu einer prominenten Stimme des Lagers und arbeitete dort zusammen mit Beamten der Vereinten Nationen und der amerikanischen NGO International Rescue Committee (IRC), um Informationen und Aufmerksamkeit über die Bedingungen im Lager zu verbreiten: vergewaltigte oder traumatisierte Frauen und Kinder, Verletzungen, medizinische Unterversorgung. 2007 begann sie ein Studium in al-Faschir und arbeitete danach in verschiedenen Projekten des UN-Entwicklungsausschusses (UNDP).
Insbesondere Salihs Einsatz für Frauen und ihre Zusammenarbeit mit internationalen Organisationen stieß bei den Autoritäten auf Missfallen. Sie wurde dreimal verhaftet und zweimal von Sicherheitskräften entführt und inhaftiert, darunter 2011, als sie zwei Monate lang in einem Staatsgefängnis in Khartum festgehalten, gefoltert und vergewaltigt wurde. Ihre Freilassung erfolgte auf Druck von internationalen und US-amerikanischen Menschenrechtsgruppen.
Nach ihrer Freilassung floh sie aus dem Sudan zunächst nach Ägypten und beantragte fünf Monate später Asyl in den Vereinigten Staaten. Sie wurde pro bono durch Mary Gay Scanlon, später Mitglied des US-Repräsentantenhauses von Pennsylvania, vertreten.
Trotz der persönlichen Schikanen und politischen Herausforderungen, denen sie sich ausgesetzt sah, hoffte Hawa 2012, in ihr Heimatland zurückzukehren, um die Rechte der Darfuris, insbesondere die Rechte von Frauen und Kindern, weiterhin zu verteidigen.

## Auszeichnungen und Ehrungen
2012 gab das Außenministerium der Vereinigten Staaten bekannt, dass sie eine von zehn Empfängerinnen des International Women of Courage Award (dt.: Internationaler Preis für mutige Frauen) für das Jahr würde. Salih erhielt am 8. März 2012 von Außenministerin Hillary Clinton die Auszeichnung verliehen.